# Premio Rumford
Nel 1796, Benjamin Thompson, noto anche come Conte Rumford, donò indipendentemente $5000 alla Royal Society di Londra e all'American Academy of Arts and Sciences ( statunitense) perché attribuissero un premio biennale agli scienziati impegnati in ricerche nel campo della luce o del calore.
La Royal Society di Londra iniziò ad assegnare la Medaglia Rumford; l'American Academy of Arts and Sciences il Premio Rumford dal 1839.
Il Premio Rumford, uno dei più antichi premi scientifici degli Stati Uniti, viene attribuito a scienziati che lavorano negli USA e viene assegnato con frequenza variabile.
Attualmente consiste in una medaglia d'oro e d'argento.

## Lista dei premiati

### Dal 1839 al 1899
- 1839: Robert Hare
- 1862: John Ericsson
- 1865: Daniel Treadwell
- 1866: Alvan Clark
- 1869: George Henry Corliss
- 1871: Joseph Harrison Jr
- 1873: Lewis Morris Rutherfurd
- 1875: John William Draper
- 1880: Josiah Willard Gibbs
- 1883: Henry Augustus Rowland
- 1886: Samuel Pierpont Langley
- 1888: Albert Abraham Michelson
- 1891: Edward Charles Pickering
- 1895: Thomas Alva Edison
- 1898: James Edward Keeler
- 1899: Charles Francis Brush

### Dal 1900 al 1949
- 1900: Carl Barus
- 1901: Elihu Thomson
- 1902: George Ellery Hale
- 1904: Ernest Fox Nichols
- 1907: Edward Goodrich Acheson
- 1909: Robert William Wood
- 1910: Charles Gordon Curtis
- 1911: James Mason Crafts
- 1912: Frederic Eugene Ives
- 1913: Joel Stebbins
- 1914: William David Coolidge
- 1915: Charles Greeley Abbot
- 1917: Percy Williams Bridgman
- 1918: Theodore Lyman
- 1920: Irving Langmuir
- 1925: Henry Norris Russell
- 1926: Arthur Holly Compton
- 1928: Edward Leamington Nichols
- 1930: John Stanley Plaskett
- 1931: Karl Taylor Compton
- 1933: Harlow Shapley
- 1937: William Weber Coblentz
- 1939: George Russell Harrison
- 1941: Vladimir Kosma Zworykin
- 1943: Charles Edward Mees
- 1945: Edwin Herbert Land
- 1947: Edmund Newton Harvey
- 1949: Ira Sprague Bowen

### Dal 1951 ad oggi
- 1951: Herbert E. Ives
- 1953: Enrico Fermi, Willis E. Lamb Jr e Lars Onsager
- 1955: James Franck
- 1957: Subrahmanyan Chandrasekhar
- 1959: George Wald
- 1961: Charles Townes
- 1963: Hans Albrecht Bethe
- 1965: Samuel Cornette Collins e William David McElroy
- 1967: Robert Henry Dicke e Cornelis B. Van Niel
- 1968: Maarten Schmidt
- 1971: premio collettivo 21 scienziati appartenenti a tre gruppi di ricerca diversi
- 1973: Edgar Bright Wilson Jr.
- 1976: Bruno Rossi
- 1980: Gregorio Weber, Chen Ning Yang e Robert Mills
- 1985: Hans Georg Dehmelt, Martin Deutsch, Vernon Willard Hughes e Norman Foster Ramsey
- 1986: Robert B. Leighton, Frank James Low e Gerry Neugebauer
- 1992: James R. Norris, Joseph J. Katz e George Feher
- 1996: John C. Mather
- 2008: Sidney D. Drell, Sam Nunn, William J. Perry e George P. Shultz